# Kiwimiris coloratus
Kiwimiris coloratus är en insektsart som beskrevs av Alan C. Eyles och Carvalho 1995. Kiwimiris coloratus ingår i släktet Kiwimiris och familjen ängsskinnbaggar. Inga underarter finns listade i Catalogue of Life.